# Алиськевич Григорій Юліанович
о. Алиськевич Григорій Юліанович (26 червня 1888, Доброводи, нині Збаразького району Тернопільської області — 5 грудня 1972, Скалат Підволочиського району Тернопільської області) — український священник (УГКЦ). Батько Євгена Алиськевича.

## Життєпис
Закінчив Бродівську ґімназію (нині Львівської області).
1911 р. рукопокладений у сан священника. Служив сотрудником (помічником священика) у с. Доброводи; парохом в селах Дубівці (нині Тернопільського району), Старий Скалат (від 1939 р., нині Підволочиського району).
Член ради Збаразького деканату УГКЦ. За відмову перейти на російське православ'я репресований (1947 р.); засуджений на 10 р. концтаборів на Волині та у Дніпропетровську, де не припиняв душпастирської діяльності.
У жовтні 1955 р. звільнений; підпільно — священик у Скалаті та довколишніх селах.